# ガルフエア771便爆破事件
ガルフ・エア771便爆破事件（Gulf Air Flight 771）とは、ペルシャ湾岸諸国が共同出資して設立されたガルフエアの航空機に対する航空テロである。パレスチナゲリラのアブ・ニダルが関与したとされている。

## 事件の概要
1983年9月23日、パキスタン・カラチからアラブ首長国連邦アブダビを経由し、バーレーン・マナーマに向かう予定であったガルフエア771便（ボーイング737-200、機体記号:A40-BK）が、アブダビへの着陸進入中に手荷物室で爆発物が爆発した。機体は爆発によっては空中分解しなかったが、直後に火災が発生し搭乗者は有毒ガスで即死したものとみられる。そのため、アブダビから北東約50Km離れたジュベル・アリ近郊の砂漠に墜落した。この事故で乗員5名、乗客107名の合わせて112名全員が犠牲になった。

## 事件の背景
爆弾は、パレスチナゲリラのうち、アブ・ニダル組織に対して支援金を払うようにサウジアラビア政府などを脅迫するために仕掛けられたとされている。この事件の後で、クウェートとアラブ首長国連邦はすぐ後に支払ったという。また、一部には飛行機が地面からの砲兵射撃によって誤って撃たれたという陰謀論もあるという。